# Campionati europei di atletica leggera indoor 2025 - Salto triplo femminile
La gara dei salto triplo femminile ai campionati europei di atletica leggera indoor di Apeldoorn 2025 si è svolta dal 6 al 7 marzo 2025 presso l'Omnisport Apeldoorn.

## Podio
| Pos.    | Atleta              | Nazionalità |
| ------- | ------------------- | ----------- |
| Oro     | Ana Peleteiro       | Spagna      |
| Argento | Diana Ana Maria Ion | Romania     |
| Bronzo  | Senni Salminen      | Finlandia   |

## Qualificazione
18 atlete qualificate con il minimo o i World Athletics Rankings.

## Record
| Record                | Record            | Record  | Record             | Record           |
| --------------------- | ----------------- | ------- | ------------------ | ---------------- |
| Record mondiale       | Yulimar Rojas     | 15,74 m | Belgrado, Serbia   | 20 marzo 2022    |
| Record europeo        | Tat'jana Lebedeva | 15,36 m | Budapest, Ungheria | 6 marzo 2004     |
| Record dei campionati | Ashia Hansen      | 15,16 m | Valencia, Spagna   | 28 febbraio 1998 |

## Programma
| Data    | Ora   | Turno          |
| ------- | ----- | -------------- |
| 6 marzo | 18:35 | Qualificazione |
| 7 marzo | 18:50 | Finale         |

## Risultati

### Qualificazioni
Si qualificano alla finale le atlete che ottengono la misura di 14,00 m (Q) o le migliori 8 (q).
| Pos. | Atleta                | Nazione   | 1ª prova | 2ª prova | 3ª prova | Risultato | Note |
| ---- | --------------------- | --------- | -------- | -------- | -------- | --------- | ---- |
| 1    | Ana Peleteiro         | Spagna    | 13,92 m  | 14,14 m  | –        | 14,14 m   | Q    |
| 2    | Tuğba Danışmaz        | Turchia   | x        | 14,10 m  | –        | 14,10 m   | Q    |
| 3    | Senni Salminen        | Finlandia | 14,02 m  | –        | –        | 14,02 m   | Q    |
| 4    | Neja Filipič          | Slovenia  | x        | x        | 13,95 m  | 13,95 m   | q    |
| 5    | Ilionis Guillaume     | Francia   | 13,93 m  | 13,58 m  | x        | 13,93 m   | q    |
| 6    | Gabriela Petrova      | Bulgaria  | 13,90 m  | x        | r        | 13,90 m   | q    |
| 7    | Diana Ana Maria Ion   | Romania   | 13,64 m  | 13,88 m  | 13,85 m  | 13,88 m   | q    |
| 8    | Dovilė Dzindzaletaitė | Lituania  | 13,65 m  | 13,86 m  | x        | 13,86 m   | q    |
| 9    | Maja Åskag            | Svezia    | 13,76 m  | 13,74 m  | x        | 13,76 m   |      |
| 10   | Kira Wittmann         | Germania  | 13,34 m  | 13,57 m  | 13,63 m  | 13,63 m   |      |
| 11   | Mariia Siney          | Ucraina   | x        | 12,90 m  | 13,56 m  | 13,56 m   |      |
| 12   | Aina Grikšaitė        | Lituania  | 13,45 m  | 13,52 m  | 13,52 m  | 13,52 m   |      |
| 13   | Jessie Maduka         | Germania  | 13,44 m  | 13,50 m  | 13,36 m  | 13,50 m   |      |
| 14   | Diana Zagainova       | Lituania  | x        | 13,13 m  | 13,42 m  | 13,42 m   |      |
| 15   | Olha Korsun           | Ucraina   | 13,03 m  | x        | 13,39 m  | 13,39 m   |      |
| 16   | Linda Suchá           | Rep. Ceca | x        | 13,36 m  | x        | 13,36 m   |      |
| 17   | Anna Krasutska        | Ucraina   | 13,19 m  | 13,11 m  | x        | 13,19 m   |      |
|      | Elena Taloş           | Romania   | x        | r        |          | nm        |      |

### Finale
| Pos.    | Atleta                | Nazione   | 1ª prova | 2ª prova | 3ª prova | 4ª prova | 5ª prova | 6ª prova | Risultato | Note                                   |
| ------- | --------------------- | --------- | -------- | -------- | -------- | -------- | -------- | -------- | --------- | -------------------------------------- |
| Oro     | Ana Peleteiro         | Spagna    | x        | 14,20 m  | 13,96 m  | –        | 14,37 m  | x        | 14,37 m   | Miglior prestazione europea stagionale |
| Argento | Diana Ana Maria Ion   | Romania   | 13,82 m  | 13,99 m  | 13,76 m  | 13,69 m  | 13,98 m  | 14,31 m  | 14,31 m   | Miglior prestazione personale          |
| Bronzo  | Senni Salminen        | Finlandia | x        | 13,64 m  | x        | x        | x        | 13,99 m  | 13,99 m   |                                        |
| 4       | Dovilė Dzindzaletaitė | Lituania  | x        | 13,65 m  | x        | 13,80 m  | x        | 13,60 m  | 13,80 m   |                                        |
| 5       | Tuğba Danışmaz        | Turchia   | 13,79 m  | x        | x        | x        | x        | x        | 13,79 m   |                                        |
| 6       | Ilionis Guillaume     | Francia   | 13,54 m  | x        | 13,52 m  | x        | 13,43 m  | 13,53 m  | 13,54 m   |                                        |
| 7       | Gabriela Petrova      | Bulgaria  | x        | x        | x        | 13,51 m  | 13,32 m  | x        | 13,51 m   |                                        |
| 8       | Neja Filipič          | Slovenia  | x        | x        | x        | x        | 13,39 m  | x        | 13,39 m   |                                        |